# Успение Богородично (Шишманци)
„Успение на Пресвета Богородица“ е православен храм в село Шишманци, част от Пловдивската епархия на Българската православна църква.

## История
През 1892 г. започва строителството на храма със средства дарени от Георги Илиев. Храмът е завършен през 1900 г. и осветен през 1902 г. от пловдивския митрополит Натанаил. Сградата на църквата е повредена от Чирпанското земетресение и след посещението на цар Борис III са отпуснати 6000 лв. за ремонта ѝ.
През 2011 г. българското правителство отпуска 57 000 лв. за ремонта на храма.